# Baetulo
Baetulo est le nom de la cité fondée vers 100 av. J.-C. par les Romains sur l'implantation ibère Baitolo. Elle est située sur une colline et est proche de la mer. C'est aujourd'hui la ville de Badalone. La zone fortifiée de la ville occupait une superficie d'environ 11 ha et faisait partie d'un projet de fondations près de la côte méditerranéenne.
Il faut mentionner la nature exceptionnelle de Baetulo, car, en Catalogne, il y a peu d'exemples de cités habitées aujourd'hui qui ont des vestiges de cette ampleur. L'inscription de Baetulo comme Bien culturel d'intérêt national (BCIN) confirme définitivement cette exceptionnalité.

## Histoire des fouilles et de la Vénus de Badalone

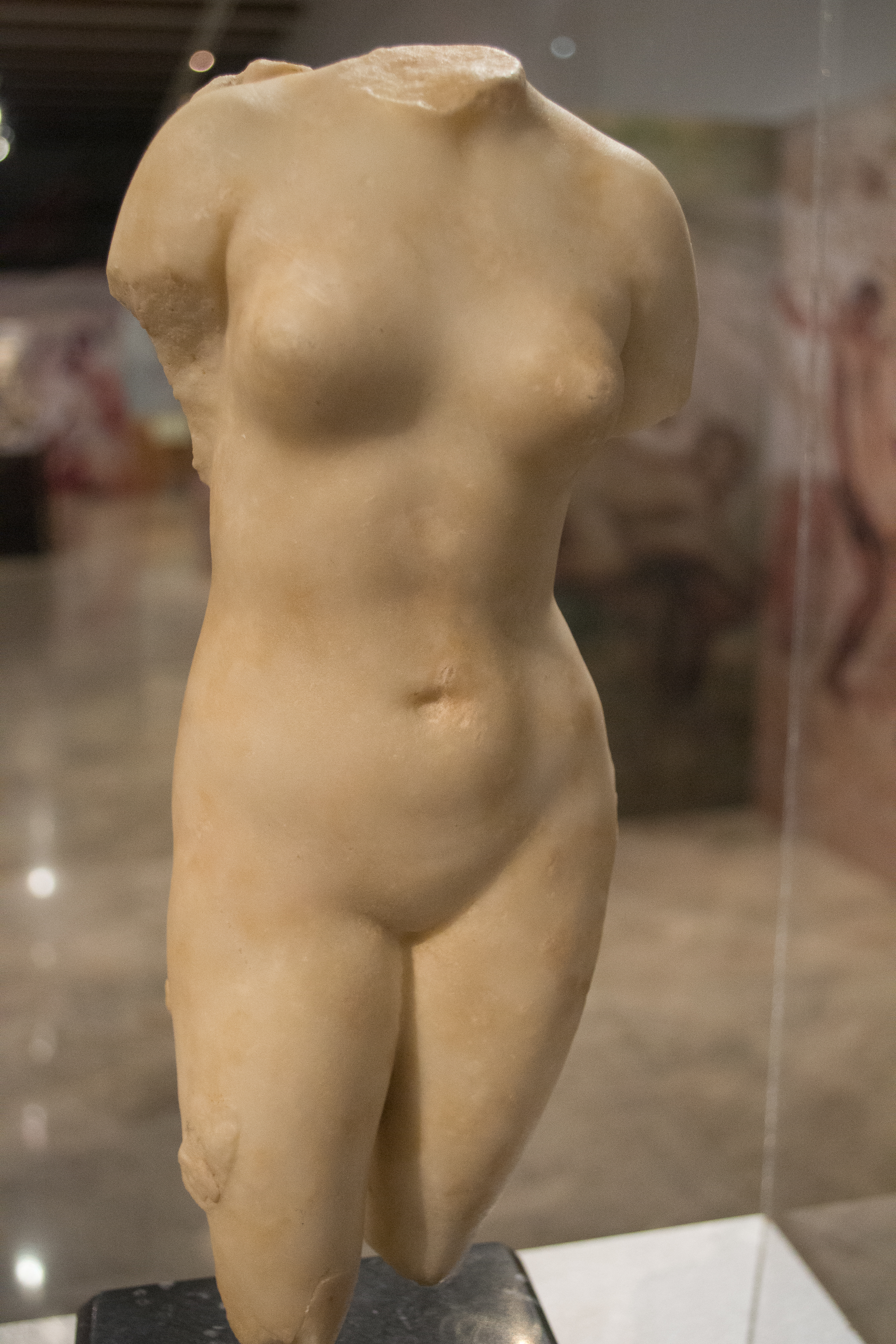
La Vénus de Badalone (Ier siècle), conservée au Musée de Badalone.

La Vénus de Badalone, statue réalisée en marbre, représente la déesse Vénus, divinité féminine de l'amour, de la beauté et de la fécondité.
Elle est découverte lors des fouilles du Clos de la Torre dans la ville de Badalone le 26 novembre 1934, sous la Seconde République espagnole, dans un ancien égout romain.
Elle est exposée aujourd'hui au Musée de Badalone.

## Les différents sites
Les différents sites se situent aujourd'hui dans la ville de Badalone. Ils sont situées principalement au carrefour du decumanus maximus, parallèle à la mer, et du cardo maximus, l'une des artères principales de la ville antique.  

## Fouilles contemporaines
L'archéologue catalane Pepita Padrós i Martí dirige jusqu'à sa retraite en 2018 les fouilles contemporaines effectuées sur le site de l'ancienne Baetulo. 
On lui doit notamment les découvertes du chantier de la station de métro Badalona Pompeu Fabra de la ligne 2 du métro de Barcelone.